# محمد حسين عبد الرحيم
محمد حسين عبد الرحيم، ممثل كوميدي، فلسطيني، مقيم بالعراق، ويحمل جواز سفر عراقياً، من مواليد 1951، في محلة قنبر علي بمحافظة بغداد.

## حياته
والده كان مصلح مراوح كهربائية في العاقولية. اكمل دراسته الثانوية في مدرسة التفيض (مدرسة الابطال حالياً) في منطقة العاقولية وسط بغداد.

## الأعمال

### أفلام
- وجهان في الصورة 1989، تأليف: عبد الباري العبودي، إخراج: حسن الجنابي، تمثيل: ليلى محمد، طعمة التميمي، فوزية عارف.
- مكان في الغد 1991، تأليف: صباح عطوان، تمثيل هديل كامل، جواد الشكرجي، محسن العزاوي.
- عمارة 13 1987، تأليف: عبد الباري العبودي، إخراج: صاحب حداد، تمثيل: راسم الجميلي، خليل الرفاعي، سليم البصري، أمل طه ، سهام السبتي.

### مسلسلات
- محطات الذاكرة، وهي أول أعماله التلفزيونية، تأليف: عبد الباري العبودي، إخراج: رشيد شاكر ياسين.
- بيت البنات
- لا وقت للشفقة
- أبو البلاوي
- حالات تعبان
- أحلى الكلام
- أيام الإجازة 1992
- أبو نادر
- ابن حران 1990.[5]
- ذئاب الليل (مسلسل عراقي) 1996، بطولة بهجت الجبوري، إنتاج تلفزيون العراق.
- الدهانة، من إنتاج قناة البغدادية.[6]
- دار دور 2009، إنتاج قناة الشرقية، تأليف وبطولة قاسم الملاك.
- حب وحرب ج2 ، إنتاج قناة الشرقية، تأليف وبطولة قاسم الملاك.
- سائق الستوتة، إنتاج قناة الشرقية، تأليف وبطولة قاسم الملاك.
- حرائق الرماد ، إنتاج شبكة الإعلام العراقية بطولة نخبة من الفنانين العراقيين

### مسرحيات
- ألف عافية.
- بيت أبو هيلة.
- حايط انصيص.
- أطراف المدينة.
- إحذروا هؤلاء.
- الدنيا حظوظ.
- الملا عبود الكرخي.
- الخيط والعصفور.[7]
- فناتك 1989، عُرِضت في مصر والكويت.[8]

### تمثليات وسهرات تلفزيونية
تمثلية حب على الهامش مدة العمل ساعة، إنتاج الثمانينات شاركه البطولة كل من هديل كامل واسيا كمال، لعب دور غلمة المعاق جسديا، ويقع في قصة حب من طرف واحد يتعافي بفضل انسانة احبته وساعدته وعاد إلى سابق حالته بسبب انسانة أخرى احبها واستغلته.
العمل فقد من ارشيف التلفزيزن العراقي ابان احتلال العراق عام 2003 حاله كحال بقية الأعمال التلفزيونية والبرامج المفقودة الاخرى.

## جنسيته
وُلد محمد حسين عبد الرحيم في العراق، وهو وعائلته فلسطينيو الجنسية، مقيمون بالعراق، وفي 30 آذار/مارس 2021 مُنحوا الجواز العراقي مع بقاء الجنسية الفلسطينية، وذكر قرار مجلس الوزراء أنه «تمت الموافقة على منح عائلة الفنان محمد حسين عبد الرحيم المولودين والمقيمين في العراق وفلسطينيي الجنسية جواز سفر عراقياً، تعذر منحهم الجنسية العراقية لتعارض ذلك مع المادة 6/ثانياً من قانون الجنسية العراقي رقم 26 لسنة 2006».

## الجوائز
منح الرئيس الفلسطيني محمود عباس، الفنان محمد حسين عبد الرحيم وسام الثقافة والعلوم والفنون "مستوى الإبداع"، تقديرا لعطائه الفني وانجازاته الثقافية الواسعة، وتثمينا لدوره في تعزيز علاقات الأخوة الفلسطينية العراقية.

## روابط خارجية
- محمد حسين عبد الرحيم على موقع IMDb (الإنجليزية)
- محمد حسين عبد الرحيم على موقع قاعدة بيانات الأفلام العربية